# Saara asmussi
Saara asmussi (лат.) — вид ящериц из семейства агамовых (Agamidae). Видовое название дано в честь немецкого учёного Германа Мартина Асмуса.

## Описание
Общая длина достигает 40—45 см. Самцы немного крупнее самок. Голова короткая, немного заострённая. Туловище крепкое, немного вытянутое. Хвост довольно длинный с характерной для всего рода шиповатой чешуёй. По внешнему виду очень похож на панцирного шипохвоста. Окраска туловища охристо-жёлтая, голова и плечи светло-серые, передние конечности чёрные, задние желтовато-серые, хвост оливково-серый с желтоватыми шипами.

## Образ жизни
Любит аридные места с жарким летом и прохладной зимой без сильных морозов. Встречается в сухом климате, полупустынях или пустынях с уровнем влажности в среднем около 44 %. Почва в местах проживания каменистая, растительность очень скудная, разреженная, с отдельно растущими кустами гребенщика. Питается растительной пищей — листьями и цветами, семенами и веточками пустынных растений.

## Размножение
Яйцекладущая ящерица. Самка откладывает от 11 яиц.

## Распространение
Обитает в Иране, западном Пакистане и на юго-западе Афганистана.